# Ніклас Сімонсен
Ніклас Сімонсен (фар. Niklas Simonsen; 4 липня 1996) — фарерський гандболіст. Виступає за данський гандбольний клуб TMT Tønder та національну збірну Фарерських островів.